# Funzione sublineare
In matematica, in particolare in algebra lineare, una funzione sublineare è una funzione {\displaystyle f:V\rightarrow \mathbf {F} } definita su uno spazio vettoriale {\displaystyle V} a valori in campo ordinato {\displaystyle F} che gode della proprietà di omogeneità positiva:
{\displaystyle f(\gamma x)=\gamma f\left(x\right)\qquad \forall \gamma \in \mathbb {R} _{+}\quad \forall x\in V}
e subadditività:
{\displaystyle f(x+y)\leq f(x)+f(y)\qquad \forall x,y\in V}
In analisi funzionale le funzioni sublineari sono anche dette funzionali di Banach. Difatti, le funzioni sublineari sono funzionali convessi.
Nelle scienze computazionali, una funzione {\displaystyle f:\mathbb {Z^{+}} \rightarrow \mathbb {R} } è detta sublineare se {\displaystyle f(n)\in o(n)}. In altri termini, {\displaystyle f} è sublineare se e solo se per ogni {\displaystyle \,c>0} esiste {\displaystyle \,n_{0}} tale che:
{\displaystyle 0\leq f(n)<c\cdot n}
per {\displaystyle n\geq n_{0}}.
Ogni seminorma è una funzione sublineare, mentre non è vero il viceversa in quanto le seminorme possono avere come dominio uno spazio vettoriale su un qualsiasi campo (non necessariamente ordinato) e devono avere {\displaystyle \mathbb {R} } come codominio.